# Monopoly: Świat
Monopoly: Świat – gra planszowa z serii Monopoly polegająca na handlu nieruchomościami, wydany w czerwcu 2009. Celem gry jest zostać jedynym graczem, który nie zbankrutował pod koniec gry. W grze występują pola: szansa, kasa społeczna, podatek dochodowy oraz domiar podatkowy. Gracze rzucają dwiema kostkami. Wszystkie transakcje załatwiają nie z użyciem banknotów, ale za pomocą sześciu kart kredytowych firmy VISA oraz terminala do kart. Gracze mają możliwość licytacji pola, na którym jeden z nich się zatrzymał i nie chce kupić. Bankier naciska wtedy specjalny przycisk Licytacje, który zaczyna świecić. W czasie, kiedy jest on włączony, gracze licytują kwoty pieniędzy za daną działkę, dopóki jeden z nich nie spasuje lub nie zgaśnie światełko.

## Działki w grze
Pola prezentują miasta świata.
- Pola brązowe: Gdynia, Tajpej
- Środek transportu: Pociąg
- Pola błękitne: Tokio, Barcelona, Ateny
- Pola różowe: Stambuł, Kijów, Toronto
- Środek transportu: Lotnisko
- Pola pomarańczowe: Rzym, Szanghaj, Vancouver
- Pola czerwone: Sydney, Nowy Jork, Londyn
- Środek transportu: Transatlantyk
- Pola żółte: Pekin, Hongkong, Jerozolima
- Pola zielone: Paryż, Belgrad, Kapsztad
- Środek transportu: Prom kosmiczny
- Pola granatowe: Ryga, Montreal

## Inne działki
- Więzienie
- Elektrownia wiatrowa
- Bezpłatny parking
- Elektrownia jądrowa
- Pole "Idziesz do więzienia"
- 3 kasy społeczne i 3 szanse
- Pole startowe
- Punkt płacenia domiaru podatkowego
- Punkt płacenia podatku dochodowego

## Pionki, domki i hotele
Każdy z sześciu kontynentów ma swoje własne 5 pionków oraz po jednym domku i hotelu
- Ameryka Północna

1. Trasa 66 – Słynna, amerykańska autostrada numer 66 to 2448 mil drogi! Przemierzając ją od początku do końca aż 3 razy zmienimy strefy czasowe!
2. Oficer policji – Oficer Kanadyjskiej Królewskiej Policji Konnej. Formacja ta stanowi krajową policję federalną w Kanadzie.
3. Kapelusz kowbojski – Ten charakterystyczny kapelusz jest symbolem amerykańskiego kowboja. Noszony głównie przez mieszkańców Dzikiego Zachodu już od 1862 roku.
4. Rękawica – Baseball rozwinął się już w XVIII wieku w Północnej Ameryce.
5. Nascar – Narodowa Organizacja Wyścigów Samochodów Seryjnych jest największą legalną organizacją wyścigową w Stanach Zjednoczonych.
6. Dom w Ameryce Północnej – Inspirowany architekturą Nowej Anglii – rejonu na północnym wschodzie Stanów Zjednoczonych.
7. Hotel w Ameryce Północnej – Inspirowany drapaczami chmur w Nowym Jorku i Chicago.

- Ameryka Południowa

1. Kaktusy – Te rośliny niezwykle dobrze "czują się" na gorących i suchych terenach. Niektóre z gatunków żyją nawet na gałęziach drzew.
2. Maski Inków – Państwo Inków założone zostało w XII wieku na terytoriach przybrzeżnych wzdłuż środkowych Andów w Ameryce Południowej. Upadło w XVI wieku.
3. Posągi Inków – Państwo Inków zamieszkiwane było przez ok. 12 milionów mieszkańców. Rozbudowane w rozległe imperium w niespełna 200 lat przed odkryciem Ameryki.
4. Twarz Moai – Wyspa Wielkanocna słynie przede wszystkim z ogromnych, kamiennych posągów twarzy – Moai.
5. Piłka nożna – Futbol to najpopularniejszy sport widowiskowy w Ameryce Południowej.
6. Dom w Ameryce Południowej – Inspirowany architekturą kubańską. Grube, kamienne ściany chronią mieszkańców przed wilgotnym i gorącym klimatem.
7. Hotel w Ameryce Południowej – Tradycyjne budowle sakralne Azteków mają kształt piramidy schodkowej z dwoma świątyniami na szczycie.

- Europa

1. Korona – To najpowszechniejszy atrybut króla. Historia Europy pokazuje, że z czasem pojęcie "korony" stawało się także symbolem całego państwa, np. Korona Królestwa Polskiego czy Kraje Korony Świętego Stefana.
2. Angielska taksówka – "Czarne taksówki" są symbolem ulic współczesniego Londynu.
3. Precel – Pierwszy tradycyjny precel w kształcie supełka został wypieczony w Niemczech w 1111 roku.
4. Matador – Walka byków to tradycyjny i bardzo popularny sport w Hiszpanii.
5. Wiatrak – Wiatraki są symbolem rozległych pól Holandii.
6. Dom w Europie – Typowe europejskie domki charakteryzują się przestronnością i spadzistymi dachami.
7. Hotel w Europie – Europejskie drapacze chmur są nowoczesne i, najczęściej, przeszklone.

- Afryka

1. Słoń – Słonie afrykańskie to największe i najcięższe ssaki lądowe. Mają też najdłuższe nosy i zęby spośród wszystkich zwierząt na świecie!
2. Kapelusz – Kapelusz o specjalnych kształtach jest niezbędny na Safari.
3. Egipskie maski – Maski były nieodłącznym elementem podczas ceremonii pogrzebu wśród Starożytnych Egipcjan.
4. Maski afrykańskie – Drewniane, afrykańskie maski są niezbędne podczas ceremonii religijnych.
5. Wielbłąd – Występują dwa gatunki wielbłądów: dromader (jednogarbny) i baktrian (dwugarbny). Wielbłądy potrafią wypić w ciągu ok. 10 minut nawet 90 litrów wody!
6. Dom w Afryce – W tradycyjnej kulturze afrykańskiej wymagane jest, by przed ślubem, narzeczony wybudował swojej przyszłej żonie specjalny domek.
7. Hotel w Afryce – Najstarsze egipskie piramidy zostały wybudowane w 2630 roku p.n.e.

- Azja

1. Karateka – Karate to nazwa sztuki walki, która powstała w Okinawie. To metoda samoobrony bez użycia broni.
2. Smok chiński – Smoki są symbolem szczęścia i pomyślności w Chinach.
3. Ryksza – Ryksze to najczęściej używane taksówki w Tajlandii.
4. Matrioszki – Matrioszki, rosyjskie lalki, produkowane są od 1890 roku.
5. Zawodnik sumo – Narodowym sportem Japonii są zapasy sumo.
6. Dom w Azji – Pagoda (inaczej stupa) to najprostszy styl buddyjskiej budowli sakralnej. Zwykle funkcjonuje jako relikwiarz.
7. Hotel w Azji – Chińskie drapacze chmur są inspirowane tradycyjną kulturą azjatycką

- Australia

1. Pingwin – Pingwinek mały zamieszkujący m.in. tereny Australii, to najzimniejszy nielotny ptak wodny w rodzinie pingwinów.
2. Kangur – Kangury są największymi torbaczami w Australii
3. Koala – Koala to gatunek torbacza, a nie niedźwiedzia!
4. Surfer – Surfing nie zawsze był tylko zabawą – w jego tradycyjnym ujęciu oznaczał demonstrancję wyższości i autorytetu.
5. Bumerang – Są dwa rodzaje bumerangów – wracające i nie-wracające. Obydwa używane były już przez rdzennych Aborygenów.
6. Dom w Australii – Małe domki z dużymi oknami to częste zabudowania w Australii.
7. Hotel w Australii – Jednym z najbardziej znanych drapaczy chmur w Australii jest Sydney Opera House.